# Edvard Josephson
Edvard Josephson (även Eduard) född 1825, död 19 februari 1882, var en svensk musikförläggare.
Under åren 1849-1861 bedrev han en musik- och instrumenthandel i Stockholm. Han var också musikförläggare och gav ut noter på förlaget Edition Josephson. Han överlät musikhandeln 1861 och pianoaffären 1870 till tonsättaren John Jacobsson.
Edvard Josephson var bror till tonsättaren Jacob Axel Josephson, manufakturisten Wilhelm Josephson, pianisten Wilhelmina Josephson och teaterledaren Ludvig Josephson.